# Доктрина шоку
«Доктрина шоку: розквіт капіталізму катастроф» (англ. The Shock Doctrine: The Rise of Disaster Capitalism, 2007) — книжка канадської журналістки і письменниці Наомі Кляйн, в якій досліджується теорія і практика неоліберальної економіки. На думку Кляйн, економісти Чиказької школи, зокрема Мілтон Фрідман, причетні до того, що кризові ситуації в різних країнах світу були використані для побудови антидемократичних корпоративних економік. Зокрема, в книжці викрито міф про «чилійське економічне диво» періоду правління А. Піночета, проаналізовано наслідки «шокової терапії» у Польщі, приватизації в Росії і економічні аспекти війни в Іраку. Кляйн проводить паралель між дослідами ЦРУ щодо введення людини в стан шоку за допомогою тортур і «шоковою терапією», яку учні Фрідмана «призначають» економікам, що розвиваються.